# Гордон Олександр Богданович
Олекса́ндр Богда́нович Гордо́н (* 1 грудня 1961, Львів) — український поет і науковець. Член Національної спілки письменників України (з 1997).

## Біографія
Закінчив економічний факультет Львівського університету ім. І. Франка
Працював старшим викладачем Інституту підприємництва та перспективних технологій при Національному університеті «Львівська політехніка».
З 2015 — директор Будинку письменників у Києві.

## Творчість
Автор збірок поезій «Апологія відображень», «Самоспалення істини», «Вік розп'ятого Христа», «Земні човни», «Табори духовності», «Повернення до Кайзервальду», «Семіотика», «Латентний Львів», «Послідовність поезії, або Львівське ретро», «Віртуальний Львів», «Тепло твоїх очей», «SMS-вірші», «Краса твої присутності». 
Автор проектів, упорядник і один з авторів поетичних антологій. Разом з Данутою Бартош упорядкував польсько-українську антологію сучасної поезії «Як рукостискання» / «Jak podanie ręki».

### Поетичні збірки
- «Апологія відображень» — ???
- «Самоспалення істини» — ???
- «Вік розп'ятого Христа» — ???
- «Земні човни» — Л.: Логос, 1996. — 40 с.
- «Повернення до Кайзервальду» — Л.: Лір-арт-клуб, 1996. — 56 с.
- «Табори духовності» — Л.: Логос, 1998. — 72 с.
- «Семіотика» — Львів: Престиж-інформ, 1999. — 124 с.
- «Послідовність поезії, або Львівське ретро» — Л.: Сполом, 2002. — 72 с.
- «Латентний Львів» — Л.: Панорама, 2003. — 184 с.
- «Краса твоєї присутності» — Л.: Сполом, 2005. — 88 с
- «Олександрія» (вірші про Львів і кохання) — Л.: (б. в.), 2006. — 96 с.
- «Сто віршів ніжності» — Л.: (б. в.), 2007. — 104 с.
- «Нові SMS-вірші» — Л.: (б. в.), 2007. — 112 с.
- «Вибрані SMS-вірші»/«SMS-wiersze zebrane» (книжка-перевертень українською та польською мовами, переклала Ґражина Добренько) — Л.: (б. в.), 2007. — 24 с. + 88 с.
- «Львівська квадрига» (альманах) — Л.: Ліга-прес, 2008. — 96 с.
- «Нерозтрачена мить» — Л.: Каменяр, 2008. — 120 с.
- «Перстень кохання» — Л.: (б. в.), 2009. — 54 с.
- «Королівські міста»/«Królewskie miasta» (українською та польською мовами)— Л.: (б. в.), 2009. — 111 с.
- «Стінопис» — Л.: (б. в.), 2011. — 96 с.

### Наукові праці
- Аналіз фінансової звітності за міжнародними стандартами (Збірник матеріалів міжвузівської науково-технічної конференції науково-педагогічних працівників 21—22 березня 2006 р.) — Л., 2006. — 102—103 сс.
- Основна модель стратегічного планування./Менеджмент та підприємництво в Україні: етапи становлення та проблеми розвитку (Вісник Національного університету «Львівська політехніка». Спеціальний випуск Інституту підприємництва та перспективних технологій — Л., 2006, № 570, 26—32 сс.)

### Критика про Олександра Гордона
- Тебешевська-Качак Т. Б. «Поетичний декалог Олеся Гордона: Літературознав. розвідка» (Прикарпатський університет імени Василя Стефаника, Інститут українознавства при Прикарпатському університеті імені Василя Стефаника) — Львів: Сполом, 2003. — 55 с. 52—55 сс.
- Гордон О., про нього. Українська література - Персоналії - 20 ст.. Письменники українські - 20 ст. Ш43(4УКР)(=411.1){6}"ХХ"*8 Гордон О. 4